# Nazionale maschile di rugby a 15 del Ghana
La nazionale di rugby XV del Ghana è inclusa nel terzo livello del rugby internazionale.